# Manchester United F.C. mùa giải 2018–19
Mùa giải 2018–19 là mùa giải thứ 27 của Manchester United tại Premier League và là mùa thứ 44 liên tiếp thi đấu ở giải đấu cao nhất của bóng đá Anh. Ngoài ra, câu lạc bộ còn tham gia thi đấu tại Cúp FA, Cúp EFL và UEFA Champions League.
Mùa giải sẽ là mùa đầu tiên kể từ khi mùa 2005-06, United không có sự góp mặt của đội trưởng Michael Carrick, người đã giải nghệ sau mùa giải 2017-18 và gia nhập đội ngũ trợ lý huấn luyện viên của đội. Trợ lý huấn luyện viên Rui Faria rời câu lạc bộ vào cuối mùa giải 2017–18, với Carrick và Kieran McKenna thay thế làm huấn luyện viên đội một của câu lạc bộ.
Ở đấu trường Ngoại hạng Anh, United đã gây thất vọng khi câu lạc bộ kết thúc giải đấu ở vị trí thứ sáu. United cũng bị loại sớm ở Cúp EFL khi để thua trên chấm phạt đền trước đội bóng thi đấu tại Championship là Derby County ở vòng 3. Câu lạc bộ lọt vào vòng tứ kết của cả Cúp FA và UEFA Champions League, nhưng đã bị loại bởi Wolverhampton Wanderers và Barcelona. Vào ngày 5 tháng 5 năm 2019, sau trận hòa với đội bóng xếp cuối bảng là Huddersfield Town, United đã chính thức xếp ở vị trí thứ 6, đây là lần thứ tư họ kết thúc bên ngoài top 4 trong giải đấu kể từ năm 2014.
Vào ngày 18 tháng 12 năm 2018, chỉ với 7 chiến thắng trong 17 trận đấu đầu tiên, HLV Jose Mourinho đã bị sa thải. Trận đấu cuối cùng của ông cách đó hai ngày kết thúc với thất bại 1-3 trước Liverpool. Ngày hôm sau, cựu tiền đạo của United Ole Gunnar Solskjær được bổ nhiệm làm huấn luyện viên tạm quyền cho đến cuối mùa giải, được hỗ trợ bởi cựu trợ lý huấn luyện viên Mike Phelan, người mà đã rời câu lạc bộ vào năm 2013 sau khi Sir Alex Ferguson nghỉ hưu. Ngày 28 tháng 3 năm 2019, Solskjær chính thức trở thành HLV chính thức của United.

## Giao hữu trước mùa giải
United chuẩn bị cho mùa giải 2018–19 với một tour thi đấu tại Hoa Kỳ. Ba trận đấu đầu tiên được công bố vào ngày 3 tháng 4 năm 2018, với các đối thủ Club América, San Jose Earthquakes and Liverpool. Câu lạc bộ sau đó thông báo tham dự International Champions Cup 2018. Ở giải đấu năm 2018, United đấu với Milan tại StubHub Center ở Carson, California, Liverpool tại Sân vận động Michigan ở Ann Arbor, Michigan, và Real Madrid tại Sân vận động Hard Rock ở Miami Gardens, Florida. Alexis Sánchez đến Hoa Kỳ bị trì hoãn vì anh không được cung cấp visa vì bản án treo 16 tháng mà anh đã chấp nhận vào tháng 2 do trốn lậu thuế trong thời gian anh ở Tây Ban Nha. Trận giao hữu cuối cùng trước mùa giải của Manchester United là trận đấu trên sân khách trước Bayern Munich tại Allianz Arena vào ngày 5 tháng 8.
| Ngày                | Đối thủ              | H/A | Kết quả F–A | Ghi bàn                  | Khán giả |
| ------------------- | -------------------- | --- | ----------- | ------------------------ | -------- |
| 19 tháng 7 năm 2018 | Club América         | N   | 1–1         | Mata 78'                 | 37,766   |
| 22 tháng 7 năm 2018 | San Jose Earthquakes | N   | 0–0         |                          | 32,549   |
| 25 tháng 7 năm 2018 | Milan                | N   | 1–1 (9–8p)  | Sánchez 12'              | 21,742   |
| 28 tháng 7 năm 2018 | Liverpool            | N   | 1–4         | A. Pereira 31'           | 101,254  |
| 31 tháng 7 năm 2018 | Real Madrid          | N   | 2–1         | Sánchez 18', Herrera 27' | 64,141   |
| 5 tháng 8 năm 2018  | Bayern Munich        | A   | 0–1         |                          | 75,000   |

## Giải bóng đá Ngoại hạng Anh

### Trận đấu
Kết quả Giải bóng đá Ngoại hạng Anh mùa giải 2018–19 được công bố vào ngày 14 tháng 6 năm 2018.
| Ngày              | Đối thủ                 | H / A | Kết quả F–A | Ghi bàn                                                            | Khán giả | Vị trí giải |
| ----------------- | ----------------------- | ----- | ----------- | ------------------------------------------------------------------ | -------- | ----------- |
| 10 tháng 8, 2018  | Leicester City          | H     | 2–1         | Pogba 3' (pen.), Shaw 83'                                          | 74,439   | Thứ 1       |
| 19 tháng 8, 2018  | Brighton & Hove Albion  | A     | 2–3         | Lukaku 34', Pogba 90+5' (pen.)                                     | 30,592   | Thứ 10      |
| 27 tháng 8, 2018  | Tottenham Hotspur       | H     | 0–3         |                                                                    | 74,400   | Thứ 13      |
| 2 tháng 9, 2018   | Burnley                 | A     | 2–0         | Lukaku (2) 27', 44'                                                | 21,525   | Thứ 10      |
| 15 tháng 9, 2018  | Watford                 | A     | 2–1         | Lukaku 35', Smalling 38'                                           | 20,537   | Thứ 8       |
| 22 tháng 9, 2018  | Wolverhampton Wanderers | H     | 1–1         | Fred 18'                                                           | 74,489   | Thứ 6       |
| 29 tháng 9, 2018  | West Ham United         | A     | 1–3         | Rashford 71'                                                       | 56,938   | Thứ 10      |
| 6 tháng 10, 2018  | Newcastle United        | H     | 3–2         | Mata 70', Martial 76', Sánchez 90'                                 | 74,519   | Thứ 8       |
| 20 tháng 10, 2018 | Chelsea                 | A     | 2–2         | Martial (2) 55', 73'                                               | 40,721   | Thứ 9       |
| 28 tháng 10, 2018 | Everton                 | H     | 2–1         | Pogba 27', Martial 49'                                             | 74,525   | Thứ 8       |
| 3 tháng 11, 2018  | Bournemouth             | A     | 2–1         | Martial 35', Rashford 90+2'                                        | 10,792   | Thứ 7       |
| 11 tháng 11, 2018 | Manchester City         | A     | 1–3         | Martial 58' (pen.)                                                 | 54,316   | Thứ 8       |
| 24 tháng 11, 2018 | Crystal Palace          | H     | 0–0         |                                                                    | 74,516   | Thứ 7       |
| 1 tháng 12, 2018  | Southampton             | A     | 2–2         | Lukaku 33', Herrera 39'                                            | 30,187   | Thứ 7       |
| 5 tháng 12, 2018  | Arsenal                 | H     | 2–2         | Martial 30', Lingard 69'                                           | 74,507   | Thứ 8       |
| 8 tháng 12, 2018  | Fulham                  | H     | 4–1         | Young 13', Mata 28', Lukaku 42', Rashford 82'                      | 74,523   | Thứ 6       |
| 16 tháng 12, 2018 | Liverpool               | A     | 1–3         | Lingard 33'                                                        | 52,908   | Thứ 6       |
| 22 tháng 12, 2018 | Cardiff City            | A     | 5–1         | Rashford 3', Herrera 29', Martial 41', Lingard (2) 57' (pen.), 90' | 33,028   | Thứ 6       |
| 26 tháng 12, 2018 | Huddersfield Town       | H     | 3–1         | Matić 28', Pogba (2) 64', 78'                                      | 74,523   | Thứ 6       |
| 30 tháng 12, 2018 | Bournemouth             | H     | 4–1         | Pogba (2) 5', 33', Rashford 45', Lukaku 72'                        | 74,556   | Thứ 6       |
| 2 tháng 1, 2019   | Newcastle United        | A     | 2–0         | Lukaku 64', Rashford 80'                                           | 52,217   | Thứ 6       |
| 13 tháng 1, 2019  | Tottenham Hotspur       | A     | 1–0         | Rashford 44'                                                       | 80,062   | Thứ 6       |
| 19 tháng 1, 2019  | Brighton & Hove Albion  | H     | 2–1         | Pogba 27' (pen.), Rashford 42'                                     | 74,532   | Thứ 6       |
| 29 tháng 1, 2019  | Burnley                 | H     | 2–2         | Pogba 87' (pen.), Lindelöf 90+2'                                   | 74,529   | Thứ 6       |
| 3 tháng 2, 2019   | Leicester City          | A     | 1–0         | Rashford 9'                                                        | 32,148   | Thứ 5       |
| 9 tháng 2, 2019   | Fulham                  | A     | 3–0         | Pogba (2) 14', 65' (pen.), Martial 23'                             | 25,001   | Thứ 4       |
| 24 tháng 2, 2019  | Liverpool               | H     | 0–0         |                                                                    | 74,519   | Thứ 5       |
| 27 tháng 2, 2019  | Crystal Palace          | A     | 3–1         | Lukaku (2) 33', 52', Young 83'                                     | 25,754   | Thứ 5       |
| 2 tháng 3, 2019   | Southampton             | H     | 3–2         | A. Pereira 53', Lukaku (2) 59', 88'                                | 74,459   | Thứ 4       |
| 10 tháng 3, 2019  | Arsenal                 | A     | 0–2         |                                                                    | 60,000   | Thứ 5       |
| 30 tháng 3, 2019  | Watford                 | H     | 2–1         | Rashford 28', Martial 72'                                          | 74,543   | Thứ 5       |
| 2 tháng 4, 2019   | Wolverhampton Wanderers | A     | 1–2         | McTominay 13'                                                      | 31,302   | Thứ 6       |
| 13 tháng 4, 2019  | West Ham United         | H     | 2–1         | Pogba (2) 19' (pen.), 80' (pen.)                                   | 74,478   | Thứ 6       |
| 21 tháng 4, 2019  | Everton                 | A     | 0–4         |                                                                    | 39,395   | Thứ 6       |
| 24 tháng 4, 2019  | Manchester City         | H     | 0–2         |                                                                    | 74,431   | Thứ 6       |
| 28 tháng 4, 2019  | Chelsea                 | H     | 1–1         | Mata 11'                                                           | 74,526   | Thứ 6       |
| 5 tháng 5, 2019   | Huddersfield Town       | A     | 1–1         | McTominay 8'                                                       | 24,263   | Thứ 6       |
| 12 tháng 5, 2019  | Cardiff City            | H     | 0–2         |                                                                    | 74,457   | Thứ 6       |

### Bảng xếp hạng
| VT | Đội                     | ST | T  | H | B  | BT | BB | HS  | Đ  | Giành quyền tham dự hoặc xuống hạng     |
| -- | ----------------------- | -- | -- | - | -- | -- | -- | --- | -- | --------------------------------------- |
| 4  | Tottenham Hotspur       | 38 | 23 | 2 | 13 | 67 | 39 | +28 | 71 | Lọt vào vòng bảng Champions League      |
| 5  | Arsenal                 | 38 | 21 | 7 | 10 | 73 | 51 | +22 | 70 | Lọt vào vòng bảng Europa League         |
| 6  | Manchester United       | 38 | 19 | 9 | 10 | 65 | 54 | +11 | 66 | Lọt vào vòng bảng Europa League         |
| 7  | Wolverhampton Wanderers | 38 | 16 | 9 | 13 | 47 | 46 | +1  | 57 | Lọt vào vòng loại thứ hai Europa League |
| 8  | Everton                 | 38 | 15 | 9 | 14 | 54 | 46 | +8  | 54 |                                         |

## Cúp FA
Là một trong 20 đội bóng thi đấu tại Premier League, Manchester United bắt đầu thi đấu cúp FA 2018–19 ở vòng ba. Lễ bốc thăm diễn ra vào ngày 3 tháng 12 năm 2018, kết quả United sẽ gặp Reading. United đã thắng 2-0; Juan Mata mở tỷ số trên chấm phạt đền sau khi VAR cho rằng Omar Richards đã phạm lỗi với Mata trong vòng cấm, bàn thắng còn lại được ghi bởi Romelu Lukaku. Cầu thủ chạy cánh 19 tuổi, Tahith Chong có trận ra mắt FA Cup, khi vào sân thay cho Juan Mata ở phút thứ 62. Lễ bốc thăm vòng 4 diễn vào ngày 7 tháng 1 năm 2019 và United sẽ phải gặp Arsenal; lần cuối cùng hai đội gặp nhau tại FA Cup là ở vòng 6 của mùa giải 2014-15, trận đấu đó Arsenal đã giành chiến thắng 2-1 ngay tại Old Trafford. Lần này, Manchester United thắng 3-1; Hai bàn thắng được ghi trong vòng hai phút từ cựu tiền đạo của Arsenal, Alexis Sánchez và Jesse Lingard đưa United dẫn trước với tỷ số 2-0 chỉ sau hơn 30 phút thi đấu, Pierre-Emerick Aubameyang giúp Pháo thủ rút ngắn tỷ số ngay trước giờ nghỉ. Anthony Martial sau đó vào sân và ghi bàn thắng thứ 3 ấn định chiến thắng cho United ở phút 82. Lễ bốc thăm vòng thứ năm được thực hiện vào ngày 28 tháng 1 năm 2019 và United đụng độ Chelsea, đương kim vô địch của giải đấu. Bàn thắng của Paul Pogba và Ander Herrera ghi ở hiệp một giúp United giành chiến thắng 2-0. Wolverhampton Wanderers là đối thủ của Quỷ đỏ thành Manchester ở tứ kết. Bàn thắng của Raúl Jiménez và Diogo Jota đã mang về cho Wolves chiến thắng 2-1 và giành quyền chơi trận bán kết, Marcus Rashford là cầu thủ ghi bàn thắng danh dự cho United ở phút 95.
| Ngày                | Vòng đấu | Đối thủ                 | H / A | Kết quả F–A | Ghi bàn                               | Số khán giả | Ref.   |
| ------------------- | -------- | ----------------------- | ----- | ----------- | ------------------------------------- | ----------- | ------ |
| 5 tháng 1 năm 2019  | Vòng 3   | Reading                 | H     | 2–0         | Mata 22' (pen.), Lukaku 45+4'         | 73,918      | [ 14 ] |
| 25 tháng 1 năm 2019 | Vòng 4   | Arsenal                 | A     | 3–1         | Sánchez 31', Lingard 33', Martial 82' | 59,571      | [ 15 ] |
| 18 tháng 2 năm 2019 | Vòng 5   | Chelsea                 | A     | 2–0         | Herrera 31', Pogba 45'                | 40,562      | [ 16 ] |
| 16 tháng 3 năm 2019 | Tứ kết   | Wolverhampton Wanderers | A     | 1–2         | Rashford 90+5'                        | 31,004      | [ 17 ] |

## Cúp EFL
Kết quả bốc thăm vòng ba Cúp EFL 2018-19 diễn ra vào ngày 30 tháng 8 năm 2018, Manchester United sẽ tiếp đón Derby County trên sân nhà. United có bàn mở tỷ số chỉ ba phút khi tiếng còi khai cuộc vang lên do công Juan Mata. Tín hiệu xấu đến với United trong hiệp 2, bắt đầu từ bàn gỡ hòa của Derby County ở phút 59. Harry Wilson có cú đá phạt đẹp mắt đánh bại thủ môn Sergio Romero. Không lâu sau đó, người gác đền của Quỷ đỏ bị truất quyền thi đấu vì lỗi dùng tay chơi bóng ngoài vòng cấm. Marriot ghi bàn ở phút 86 giúp Derby County vượt lên dẫn trước. Tuy nhiên trong những phút đá bù giờ, pha lập công của Marouane Fellaini giúp United kéo dài trận đấu đến loạt sút luân lưu. Sau 7 lượt đá, 14 cầu thủ của 2 đội đều thực hiện thành công. Kết quả trận đấu được định đoạt ở lượt thứ tám khi Phil Jones không thắng được thủ môn của Derby County. United thua 7-8 trong loạt luân lưu và bị loại khỏi Cúp EFL.
| Ngày                | Vòng   | Đối thủ      | H / A | Kết quả F–A | Ghi bàn                 | Khán giả |
| ------------------- | ------ | ------------ | ----- | ----------- | ----------------------- | -------- |
| 25 tháng 9 năm 2018 | Vòng 3 | Derby County | H     | 2–2 (7–8p)  | Mata 3', Fellaini 90+5' | 55,227   |

## UEFA Champions League

### Vòng bảng
Kết quả bốc thăm vòng bảng UEFA Champions League 2018-19 diễn ra ở Monaco vào ngày 30 tháng 8 năm 2018.
| Ngày                 | Đối thủ    | H / A | Kết quả F–A | Ghi bàn                            | Khán giả | Vị trí bảng |
| -------------------- | ---------- | ----- | ----------- | ---------------------------------- | -------- | ----------- |
| 19 tháng 9 năm 2018  | Young Boys | A     | 3–0         | Pogba 35', 44' (pen.), Martial 66' | 31,120   | Thứ 1       |
| 2 tháng 10 năm 2018  | Valencia   | H     | 0–0         |                                    | 73,569   | Thứ 2       |
| 23 tháng 10 năm 2018 | Juventus   | H     | 0–1         |                                    | 73,946   | Thứ 2       |
| 7 tháng 11 năm 2018  | Juventus   | A     | 2–1         | Mata 86', Bonucci 90' (o.g.)       | 41,470   | Thứ 2       |
| 27 tháng 11 năm 2018 | Young Boys | H     | 1–0         | Fellaini 90+1'                     | 72,876   | Thứ 2       |
| 12 tháng 12 năm 2018 | Valencia   | A     | 1–2         | Rashford 87'                       | 36,544   | Thứ 2       |

| VT | Đội               | ST | T | H | B | BT | BB | HS | Đ  | Giành quyền tham dự                 |
| -- | ----------------- | -- | - | - | - | -- | -- | -- | -- | ----------------------------------- |
| 1  | Juventus          | 6  | 4 | 0 | 2 | 9  | 4  | +5 | 12 | Đi tiếp vào vòng đấu loại trực tiếp |
| 2  | Manchester United | 6  | 3 | 1 | 2 | 7  | 4  | +3 | 10 | Đi tiếp vào vòng đấu loại trực tiếp |
| 3  | Valencia          | 6  | 2 | 2 | 2 | 6  | 6  | 0  | 8  | Chuyển qua Europa League            |
| 4  | Young Boys        | 6  | 1 | 1 | 4 | 4  | 12 | −8 | 4  |                                     |

### Vòng đấu loại trực tiếp
Lễ bốc thăm vòng 16 đội diễn ra vào ngày 17 tháng 12 năm 2018 tại trụ sở chính của UEFA, Nyon, Thuỵ Sỹ. Kết quả, United sẽ gặp đương kim vô địch nước Pháp Paris Saint-Germain. Tại trận lượt đi diễn ra ở sân Old Trafford, Presnel Kimpembe và Kylian Mbappé đã ghi bàn giúp PSG thắng 2–0. United cần ghi 3 bàn để đi tiếp, Romelu Lukaku đã mở tỷ số cho United ở phút thứ 2 của trận lượt về, trước khi Juan Bernat gỡ hoà cho PSG chưa đầy 10 phút sau đó. Phút 30, Lukaku ghi bàn thắng thứ 2, tỷ số sau 2 lượt trận lúc này là 2-3. Vào phút thứ 90, trọng tài Damir Skomina đã trao cho United một quả phạt đền sau khi tham khảo VAR trong tình huống Kimpembe để bóng chạm tay trong vòng cấm. Marcus Rashford thực hiện thành công quả phạt đền đưa United vào vòng tứ kết nhờ luật bàn thắng sân khách; điều này khiến Quỷ đỏ trở thành đội bóng đầu tiên trong lịch sử Champions League đi tiếp sau khi để thua ít nhất hai bàn trên sân nhà ở lượt đi. Trong trận đấu này, HLV Solskjær đã cho Mason Greenwood 17 tuổi và cầu thủ chạy cánh 19 tuổi Tahith Chong ra mắt ở đấu trường châu Âu.
Lễ bốc thăm vòng tứ kết được tổ chức vào ngày 15 tháng 3 năm 2019, United sẽ gặp Barcelona. Trận lượt đi đã diễn ra tại Old Trafford vào ngày 10 tháng 4 năm 2019. Barcelona giành chiến thắng 1-0 nhờ bàn phản lưới nhà của Luke Shaw. Ban đầu, trọng tài không công nhận bàn thắng vì lỗi việt vị nhưng sau đó sau khi xem xét VAR, bàn thắng đã được công nhận. Trận lượt về diễn ra tại Camp Nou vào ngày 16 tháng 4, với hai bàn thắng của Lionel Messi và một bàn khác của cựu tiền đạo Liverpool, Philippe Coutinho, giúp đội bóng Tây Ban Nha giành chiến thắng 3-0. United bị loại khi để thua 0-4 sau 2 lượt trận.
| Ngày                | Vòng                | Đối thủ             | H / A | Kết quả F–A | Ghi bàn                                   | Khán giản | Ref.   |
| ------------------- | ------------------- | ------------------- | ----- | ----------- | ----------------------------------------- | --------- | ------ |
| 12 tháng 2 năm 2019 | Vòng 1/16 Lượt đi   | Paris Saint-Germain | H     | 0–2         |                                           | 74,054    | [ 24 ] |
| 6 tháng 3 năm 2019  | Vòng 1/16 Lượt về   | Paris Saint-Germain | A     | 3–1         | Lukaku (2) 2', 30', Rashford 90+4' (pen.) | 47,441    | [ 25 ] |
| 10 tháng 4 năm 2019 | Vòng tứ kết Lượt đi | Barcelona           | H     | 0–1         |                                           | 74,093    | [ 26 ] |
| 16 tháng 4 năm 2019 | Vòng tứ kết Lượt về | Barcelona           | A     | 0–3         |                                           | 96,708    | [ 27 ] |

## Đội hình
| Số            | VT            | Tên                  | Ngoại Hạng Anh | Ngoại Hạng Anh | Cúp FA | Cúp FA | Cúp Liên đoàn Anh | Cúp Liên đoàn Anh | Châu Âu | Châu Âu | Tổng cộng | Tổng cộng | Thẻ phạt | Thẻ phạt |
| Số            | VT            | Tên                  | Trận           | Bàn            | Trận   | Bàn    | Trận              | Bàn               | Trận    | Bàn     | Trận      | Bàn       |          |          |
| ------------- | ------------- | -------------------- | -------------- | -------------- | ------ | ------ | ----------------- | ----------------- | ------- | ------- | --------- | --------- | -------- | -------- |
| 1             | TM            | David de Gea         | 38             | 0              | 0      | 0      | 0                 | 0                 | 9       | 0       | 47        | 0         | 1        | 0        |
| 2             | HV            | Victor Lindelöf      | 29(1)          | 1              | 3      | 0      | 0                 | 0                 | 7       | 0       | 39(1)     | 1         | 3        | 0        |
| 3             | HV            | Eric Bailly          | 8(4)           | 0              | 1      | 0      | 1                 | 0                 | 4       | 0       | 14(4)     | 0         | 1        | 1        |
| 4             | HV            | Phil Jones           | 15(3)          | 0              | 1(1)   | 0      | 1                 | 0                 | 3       | 0       | 20(4)     | 0         | 1        | 0        |
| 6             | TV            | Paul Pogba           | 34(1)          | 13             | 3      | 1      | 0                 | 0                 | 8(1)    | 2       | 45(2)     | 16        | 7        | 1        |
| 7             | TĐ            | Alexis Sánchez       | 9(11)          | 1              | 2(1)   | 1      | 0                 | 0                 | 2(2)    | 0       | 13(14)    | 2         | 3        | 0        |
| 8             | TV            | Juan Mata            | 16(6)          | 3              | 2(1)   | 1      | 1                 | 1                 | 2(4)    | 1       | 21(11)    | 6         | 3        | 0        |
| 9             | TĐ            | Romelu Lukaku        | 22(10)         | 12             | 3      | 1      | 1                 | 0                 | 6(3)    | 2       | 32(13)    | 15        | 5        | 0        |
| 10            | TĐ            | Marcus Rashford      | 26(7)          | 10             | 2(2)   | 1      | 0                 | 0                 | 8(2)    | 2       | 36(11)    | 13        | 6        | 1        |
| 11            | TĐ            | Anthony Martial      | 18(9)          | 10             | 1(1)   | 1      | 1                 | 0                 | 6(2)    | 1       | 26(12)    | 12        | 3        | 0        |
| 12            | HV            | Chris Smalling       | 24             | 1              | 2      | 0      | 0                 | 0                 | 8       | 0       | 34        | 1         | 2        | 0        |
| 13            | TM            | Lee Grant            | 0              | 0              | 0      | 0      | 0(1)              | 0                 | 0       | 0       | 0(1)      | 0         | 0        | 0        |
| 14            | TV            | Jesse Lingard        | 19(8)          | 4              | 2      | 1      | 1                 | 0                 | 4(2)    | 0       | 26(10)    | 5         | 6        | 0        |
| 15            | TV            | Andreas Pereira      | 6(9)           | 1              | 1(2)   | 0      | 0                 | 0                 | 2(2)    | 0       | 9(13)     | 1         | 5        | 0        |
| 16            | HV            | Marcos Rojo          | 2(3)           | 0              | 0      | 0      | 0                 | 0                 | 1       | 0       | 3(3)      | 0         | 2        | 0        |
| 17            | TV            | Fred                 | 13(4)          | 1              | 1      | 0      | 0(1)              | 0                 | 6       | 0       | 20(5)     | 1         | 3        | 0        |
| 18            | HV            | Ashley Young         | 28(2)          | 2              | 3      | 0      | 1                 | 0                 | 6(1)    | 0       | 38(3)     | 2         | 13       | 1        |
| 20            | HV            | Diogo Dalot          | 12(4)          | 0              | 2      | 0      | 1                 | 0                 | 2(2)    | 0       | 17(6)     | 0         | 4        | 0        |
| 21            | TV            | Ander Herrera        | 16(6)          | 2              | 3      | 1      | 1                 | 0                 | 2       | 0       | 22(6)     | 3         | 7        | 0        |
| 22            | TM            | Sergio Romero        | 0              | 0              | 4      | 0      | 1                 | 0                 | 1       | 0       | 6         | 0         | 0        | 1        |
| 23            | HV            | Luke Shaw            | 29             | 1              | 3      | 0      | 0                 | 0                 | 8       | 0       | 40        | 1         | 14       | 0        |
| 24            | HV            | Timothy Fosu-Mensah  | 0              | 0              | 0      | 0      | 0                 | 0                 | 0       | 0       | 0         | 0         | 0        | 0        |
| 25            | HV            | Antonio Valencia (c) | 5(1)           | 0              | 0      | 0      | 0                 | 0                 | 3       | 0       | 8(1)      | 0         | 4        | 0        |
| 27            | TV            | Marouane Fellaini    | 6(8)           | 0              | 0(1)   | 0      | 0(1)              | 1                 | 3(2)    | 1       | 9(12)     | 2         | 1        | 0        |
| 31            | TV            | Nemanja Matić        | 28             | 1              | 3      | 0      | 1                 | 0                 | 6       | 0       | 38        | 1         | 12       | 1        |
| 36            | HV            | Matteo Darmian       | 5(1)           | 0              | 1      | 0      | 0                 | 0                 | 0       | 0       | 6(1)      | 0         | 0        | 0        |
| 37            | TV            | James Garner         | 0(1)           | 0              | 0      | 0      | 0                 | 0                 | 0       | 0       | 0(1)      | 0         | 0        | 0        |
| 38            | HV            | Axel Tuanzebe        | 0              | 0              | 0      | 0      | 0                 | 0                 | 0       | 0       | 0         | 0         | 0        | 0        |
| 39            | TV            | Scott McTominay      | 9(7)           | 2              | 1(2)   | 0      | 0                 | 0                 | 3       | 0       | 13(9)     | 2         | 1        | 0        |
| 40            | TM            | Joel Castro Pereira  | 0              | 0              | 0      | 0      | 0                 | 0                 | 0       | 0       | 0         | 0         | 0        | 0        |
| 44            | TĐ            | Tahith Chong         | 0(2)           | 0              | 0(1)   | 0      | 0                 | 0                 | 0(1)    | 0       | 0(4)      | 0         | 1        | 0        |
| 45            | TM            | Kieran O'Hara        | 0              | 0              | 0      | 0      | 0                 | 0                 | 0       | 0       | 0         | 0         | 0        | 0        |
| 46            | TĐ            | Joshua Bohui         | 0              | 0              | 0      | 0      | 0                 | 0                 | 0       | 0       | 0         | 0         | 0        | 0        |
| 47            | TV            | Angel Gomes          | 0(2)           | 0              | 0      | 0      | 0                 | 0                 | 0       | 0       | 0(2)      | 0         | 0        | 0        |
| 48            | TV            | Ethan Hamilton       | 0              | 0              | 0      | 0      | 0                 | 0                 | 0       | 0       | 0         | 0         | 0        | 0        |
| 51            | TM            | Matěj Kovář          | 0              | 0              | 0      | 0      | 0                 | 0                 | 0       | 0       | 0         | 0         | 0        | 0        |
| 53            | HV            | Brandon Williams     | 0              | 0              | 0      | 0      | 0                 | 0                 | 0       | 0       | 0         | 0         | 0        | 0        |
| 54            | TĐ            | Mason Greenwood      | 1(2)           | 0              | 0      | 0      | 0                 | 0                 | 0(1)    | 0       | 1(3)      | 0         | 0        | 0        |
| 59            | HV            | Lee O'Connor         | 0              | 0              | 0      | 0      | 0                 | 0                 | 0       | 0       | 0         | 0         | 0        | 0        |
| Phản lưới nhà | Phản lưới nhà | Phản lưới nhà        | —              | 0              | —      | 0      | —                 | 0                 | —       | 1       | —         | 1         | —        | —        |

Thống kê cụ thể tính đến ngày 12 tháng 5 năm 2019.

## Chuyển nhượng

### Chuyển đến
| Ngày              | VT | Tên           | Từ               | Mức phí       | Ref.   |
| ----------------- | -- | ------------- | ---------------- | ------------- | ------ |
| 1 tháng 7, 2018   | HV | Diogo Dalot   | Porto            | Không tiết lộ | [ 29 ] |
| 1 tháng 7, 2018   | TV | Fred          | Shakhtar Donetsk | Không tiết lộ | [ 31 ] |
| 3 tháng 7, 2018   | TM | Lee Grant     | Stoke City       | Không tiết lộ | [ 34 ] |
| 28 tháng 11, 2018 | TM | Paul Woolston | Newcastle United | Miễn phí      | [ 35 ] |

### Rời đi
| Ngày             | VT | Tên                   | Đến                  | Mức phí       | Ref.   |
| ---------------- | -- | --------------------- | -------------------- | ------------- | ------ |
| 15 tháng 6, 2018 | TV | Indy Boonen           | KV Oostende          | Miễn phí      | [ 36 ] |
| 30 tháng 6, 2018 | TV | Michael Carrick       | Giải nghệ            | Giải nghệ     | [ 37 ] |
| 30 tháng 6, 2018 | TM | Max Johnstone         | Rời đi               | Rời đi        | [ 39 ] |
| 30 tháng 6, 2018 | TV | Tosin Kehinde         | Rời đi               | Rời đi        | [ 40 ] |
| 30 tháng 6, 2018 | HV | Jake Kenyon           | Rời đi               | Rời đi        | [ 39 ] |
| 30 tháng 6, 2018 | TM | Ilias Moutha-Sebtaoui | Rời đi               | Rời đi        | [ 39 ] |
| 30 tháng 6, 2018 | TV | Devonte Redmond       | Rời đi               | Rời đi        | [ 39 ] |
| 30 tháng 6, 2018 | TM | Theo Richardson       | Rời đi               | Rời đi        | [ 39 ] |
| 30 tháng 6, 2018 | HV | Joe Riley             | Rời đi               | Rời đi        | [ 39 ] |
| 30 tháng 6, 2018 | TV | Charlie Scott         | Rời đi               | Rời đi        | [ 39 ] |
| 3 tháng 7, 2018  | TM | Sam Johnstone         | West Bromwich Albion | Không tiết lộ | [ 45 ] |
| 17 tháng 7, 2018 | HV | Daley Blind           | Ajax                 | 16 triệu €    | [ 46 ] |
| 30 tháng 1, 2019 | HV | Ro-Shaun Williams     | Shrewsbury Town      | Không tiết lộ | [ 47 ] |
| 1 tháng 2, 2019  | TV | Marouane Fellaini     | Sơn Đông Lỗ Năng     | Không tiết lộ | [ 48 ] |

### Cho mượn
| Ngày đi          | Ngày về           | VT | Tên                       | Đến                 | Ref.                 |
| ---------------- | ----------------- | -- | ------------------------- | ------------------- | -------------------- |
| 1 tháng 7, 2018  | Kết thúc mùa giải | TM | Dean Henderson            | Sheffield United    | [ 49 ]               |
| 27 tháng 7, 2018 | 21 tháng 12, 2018 | TV | Matty Willock             | St Mirren           | [ 50 ] [ 51 ] [ 52 ] |
| 28 tháng 7, 2018 | Kết thúc mùa giải | HV | Cameron Borthwick-Jackson | Scunthorpe United   | [ 53 ]               |
| 2 tháng 8, 2018  | 9 tháng 1, 2019   | TM | Joel Castro Pereira       | Vitória de Setúbal  | [ 52 ] [ 54 ] [ 55 ] |
| 6 tháng 8, 2018  | Kết thúc mùa giải | HV | Axel Tuanzebe             | Aston Villa         | [ 56 ]               |
| 9 tháng 8, 2018  | Kết thúc mùa giải | HV | Timothy Fosu-Mensah       | Fulham              | [ 57 ]               |
| 13 tháng 8, 2018 | Kết thúc mùa giải | TĐ | James Wilson              | Aberdeen            | [ 58 ]               |
| 15 tháng 8, 2018 | Kết thúc mùa giải | TM | Kieran O'Hara             | Macclesfield Town   | [ 59 ]               |
| 28 tháng 8, 2018 | Kết thúc mùa giải | HV | Demetri Mitchell          | Heart of Midlothian | [ 60 ]               |
| 11 tháng 1, 2019 | Kết thúc mùa giải | TV | Ethan Hamilton            | Rochdale            | [ 61 ]               |
| 18 tháng 1, 2019 | Kết thúc mùa giải | HV | Regan Poole               | Newport County      | [ 62 ]               |
| 31 tháng 1, 2019 | Kết thúc mùa giải | TV | Zak Dearnley              | Oldham Athletic     | [ 63 ]               |
| 31 tháng 1, 2019 | Kết thúc mùa giải | TM | Joel Castro Pereira       | Kortrijk            | [ 64 ]               |
| 31 tháng 1, 2019 | Kết thúc mùa giải | TV | Tom Sang                  | AFC Fylde           | [ 65 ]               |
| 31 tháng 1, 2019 | Kết thúc mùa giải | TV | Callum Whelan             | Port Vale           | [ 66 ]               |
| 31 tháng 1, 2019 | Kết thúc mùa giải | TV | Matty Willock             | Crawley Town        | [ 67 ]               |